# Lucas Bryant
Lucas Bryant (Elmira, 28 settembre 1978) è un attore canadese con cittadinanza statunitense.

## Biografia
Nato ad Elmira, cittadina dell'Ontario da una famiglia di origini finlandesi, ha la cittadinanza statunitense oltre a quella canadese.
Inizia la carriera di attore nei primi anni duemila con alcune partecipazioni saltuarie in diverse serie televisive. Nel 2005 è nel cast di Sex, Love & Secrets.
Il ruolo più conosciuto è quello del poliziotto Nathan nella serie televisiva Haven (basata sul romanzo Colorado Kid di Stephen King).
È sposato con Kirsty Hinchcliffe ed ha una figlia.

## Filmografia parziale

### Cinema
- Sex, Love & Secrets (2005)
- La memoria del cuore (2012)

### Televisione
- Queer as Folk (2005)
- Playing House - film TV (2006)
- Haven - serie TV, 78 episodi (2010-2015)
- Agents of S.H.I.E.L.D. - serie TV, 2 episodi (2019)
- Delitti e misteri a Gibsons (Murder in a Small Town) – serie TV, episodio 1x03 (2024)

## Doppiatori italiani
Nelle versioni in italiano delle opere in cui ha recitato, Lucas Bryant è stato doppiato da:
- Dario Oppido in Haven
- Massimo Triggiani ne La memoria del cuore
- Alessandro Rigotti in CSI - Scena del crimine
- Marco Vivio in Delitti e misteri a Gibsons
- Riccardo Rossi ne I tulipani dell'amore